# Uwe Rahn
Uwe Rahn, nemški nogometaš, * 21. maj 1962, Mannheim, Zahodna Nemčija.
Za zahodnonemško reprezentanco je odigral 14 uradnih tekem in dosegel pet golov.